# Conus praelatus
Conus praelatus é uma espécie de gastrópode do gênero Conus, pertencente à família Conidae.